# Calanthemis montium
Calanthemis montium es una especie de escarabajo longicornio del género Calanthemis, tribu Clytini, subfamilia Cerambycinae. Fue descrita científicamente por Hintz en 1913.

## Descripción
Mide 9,5 milímetros de longitud.

## Distribución
Se distribuye por Tanzania.